# Desmoncus costaricensis
Desmoncus costaricensis är en enhjärtbladig växtart som först beskrevs av Carl Ernst Otto Kuntze, och fick sitt nu gällande namn av Karl Ewald Maximilian Burret. Desmoncus costaricensis ingår i släktet Desmoncus och familjen Arecaceae. Inga underarter finns listade i Catalogue of Life.